# Loligo opalescens
Loligo opalescens är en bläckfiskart som beskrevs av Berry 1911. Loligo opalescens ingår i släktet Loligo och familjen kalmarer. Inga underarter finns listade i Catalogue of Life.

## Bildgalleri

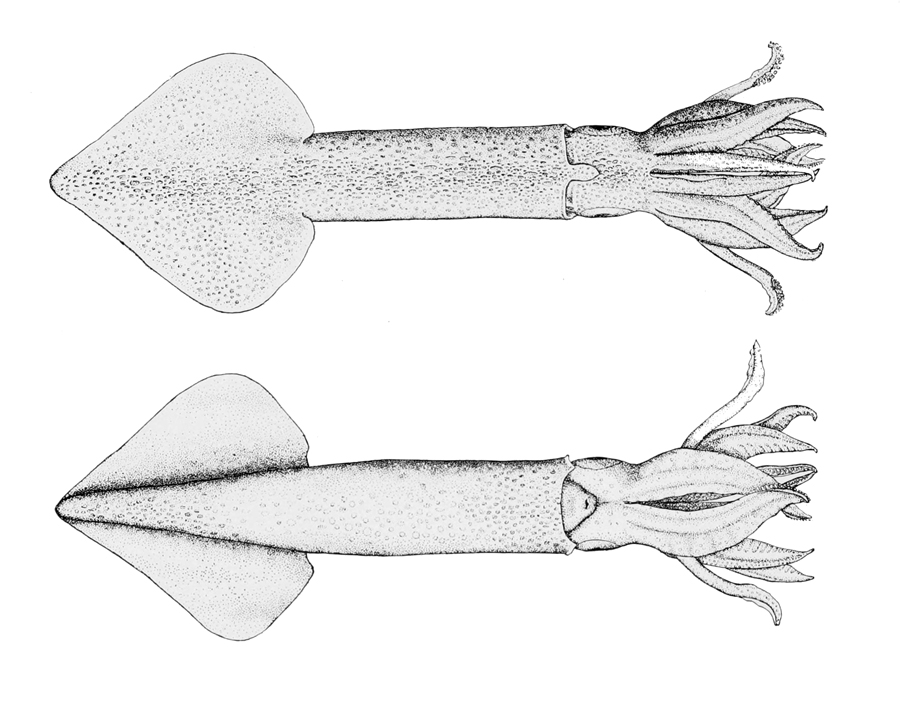
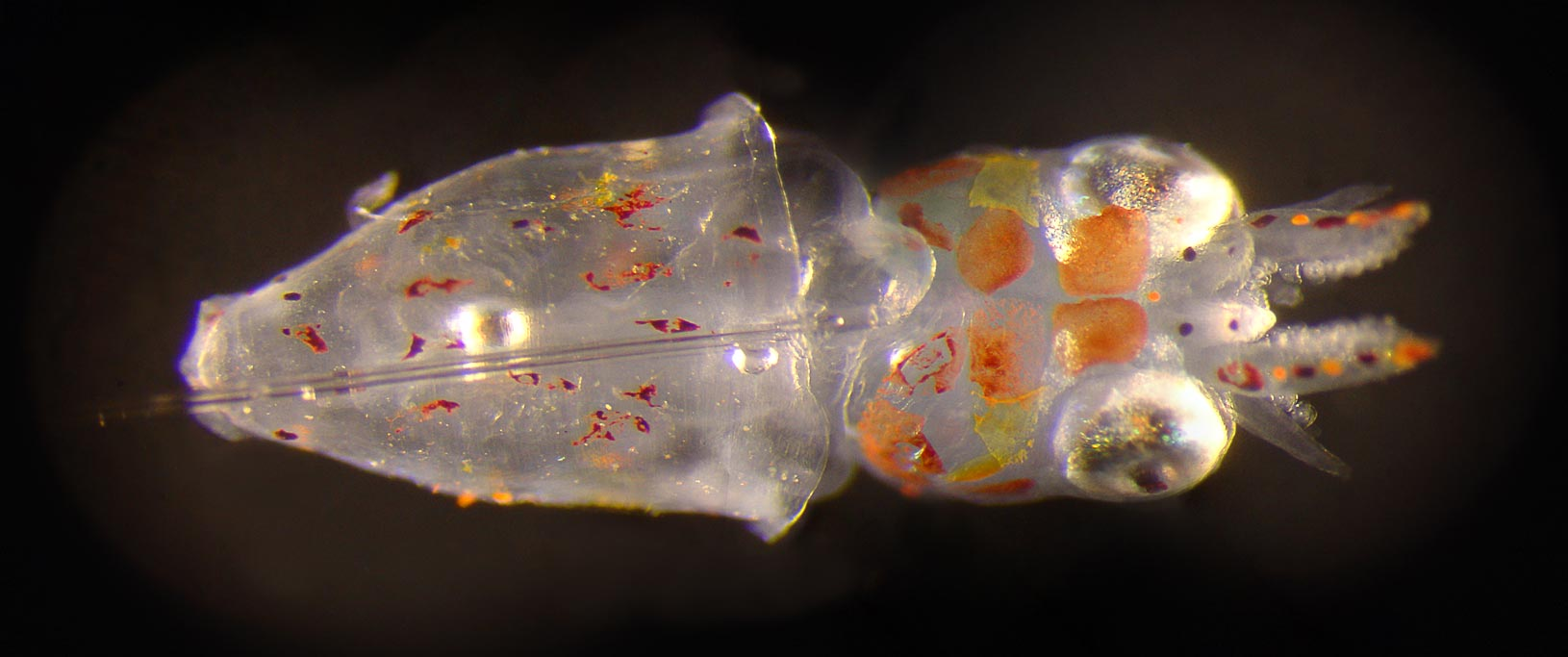
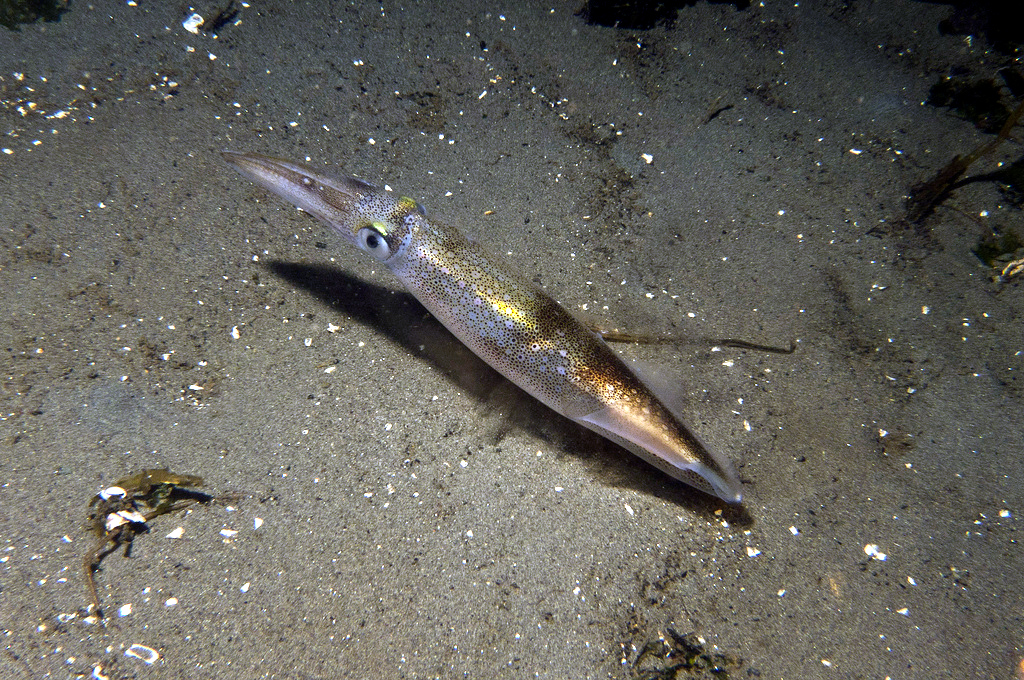